# Gran Premio de los Países Bajos de Motociclismo de 1981
El Gran Premio de los Países Bajos de Motociclismo de 1981 fue la octava prueba de la temporada 1981 del Campeonato Mundial de Motociclismo. El Gran Premio se disputó el 27 de junio de 1981 en el Circuito de Assen.

## Resultados 500cc
En la categoría reina, se impuso el italiano Marco Lucchinelli con su Suzuki, que salía desde la pole position, y consigue de esta manera, la segunda victoria de la temporada. El neerlandés Boet van Dulmen (Yamaha) y el sudafricano Kork Ballington completaron el podio.
| Pos.     | Piloto             | Equipo     | Tiempo      | Pts. |
| -------- | ------------------ | ---------- | ----------- | ---- |
| 1        | Marco Lucchinelli  | Suzuki     | 50'16.050   | 15   |
| 2        | Boet van Dulmen    | Yamaha     | +32.890     | 12   |
| 3        | Kork Ballington    | Kawasaki   | +37.950     | 10   |
| 4        | Willem Zoet        | Suzuki     | +42.330     | 8    |
| 5        | Jack Middelburg    | Suzuki     | +1'14.620   | 7    |
| 6        | Dave Potter        | Yamaha     | +1'21.340   | 6    |
| 7        | Bernard Fau        | Suzuki     | +1'38.280   | 4    |
| 8        | Sergio Pellandini  | Suzuki     | +1'41.620   | 3    |
| 9        | Guido Paci         | Yamaha     | +2'14.340   | 2    |
| 10       | Sadao Asami        | Yamaha     | +2'28.620   | 1    |
| 11       | Seppo Rossi        | Suzuki     | +2,31.490   |      |
| 12       | Dick Alblas        | Suzuki     | +2'36.790   |      |
| 13       | Marc Fontan        | Yamaha     | +2'37.430   |      |
| 14       | Greg Hansford      | Kawasaki   | +2'37.890   |      |
| 15       | Philippe Coulon    | Suzuki     | +2'39.260   |      |
| 16       | Michel Frutschi    | Yamaha     | +1 Vuelta   |      |
| 17       | Christian Sarron   | Yamaha     | +1 Vuelta   |      |
| 18       | Steve Parrish      | Yamaha     | + 3 Vueltas |      |
| 19       | Stu Avant          | Suzuki     | + 4 Vueltas |      |
| 20       | Kimmo Kopra        | Suzuki     | + 4 Vueltas |      |
| Ret      | Kenny Roberts      | Yamaha     | Ret         |      |
| Ret      | Barry Sheene       | Yamaha     | Ret         |      |
| Ret      | Christian Estrosi  | Yamaha     | Ret         |      |
| Ret      | Dale Singleton     | Suzuki     | Ret         |      |
| Ret      | Randy Mamola       | Suzuki     | Ret         |      |
| Ret      | Franco Uncini      | Suzuki     | Ret         |      |
| Ret      | Giovanni Pelletier | Suzuki     | Ret         |      |
| Ret      | Graeme Crosby      | Suzuki     | Ret         |      |
| Ret      | Graziano Rossi     | Morbidelli | Ret         |      |
| Ret      | Takazumi Katayama  | Honda      | Ret         |      |
| DNQ      | Virginio Ferrari   | Cagiva     | DNQ         |      |
| DNQ      | Josef Hage         | Yamaha     | DNQ         |      |
| DNQ      | Rob Punt           | Suzuki     | DNQ         |      |
| DNQ      | Keith Huewen       | Suzuki     | DNQ         |      |
| DNQ      | Franck Gross       | Suzuki     | DNQ         |      |
| DNQ      | Carlo Perugini     | Sanvenero  | DNQ         |      |
| DNQ      | Henk de Vries      | Suzuki     | DNQ         |      |
| Sources: |                    |            |             |      |

## Resultados 350cc
En 350cc, enésima victoria del piloto alemán Anton Mang, tercera de la temporada, con el venezolano Carlos Lavado y su compañero de equipo Kawasaki, el francés Jean-François Baldé como segundo y tercero respectivamente. En la clasificación general, el piloto alemán tiene una ventaja de 21 puntos respecto al segundo clasificado, el sudafricano Jon Ekerold.
| Pos. | Piloto              | Moto          | Tiempo     | Pts. |
| ---- | ------------------- | ------------- | ---------- | ---- |
| 1    | Anton Mang          | Kawasaki      | 47'48.85   | 15   |
| 2    | Carlos Lavado       | Yamaha        | 48'04.70   | 12   |
| 3    | Jean-François Baldé | Kawasaki      | 48'13.25   | 10   |
| 4    | Patrick Fernandez   | Yamaha        | 48'14.23   | 8    |
| 5    | Graeme McGregor     | Yamaha        | 48'25.09   | 6    |
| 6    | Mar Schouten        | Yamaha        | 49'03.34   | 5    |
| 7    | Keith Huewen        | Yamaha        | 49'18.23   | 4    |
| 8    | Peter Looijesteijn  | Yamaha        | 49'18.09   | 3    |
| 9    | Martin Wimmer       | Yamaha        | 49'18.36   | 2    |
| 10   | Bengt Elgh          | Yamaha        | 49'49.16   | 1    |
| 11   | Tony Head           | Yamaha        | 50'06.32   |      |
| 12   | Walter Hoffmann     | Yamaha        | 50'16.38   |      |
| 13   | Clive Horton        | Armstrong     | 50'16.59   |      |
| 14   | René Delaby         | Yamaha        | 50'17.35   |      |
| 15   | Eero Hyvärinen      | Yamaha        | 50'23.58   |      |
| 16   | Roger Sibille       | Yamaha        | 50'36.17   |      |
| 17   | Rinus van Kasteren  | Yamaha        | 50'47.36   |      |
| 18   | Mladen Tomic        | Yamaha        | + 1 Vuelta |      |
| 19   | Edwin Weibel        | Yamaha        | + 1 Vuelta |      |
| Ret  | Jeffrey Sayle       | Yamaha        | Ret        |      |
| Ret  | Bruno Kneubühler    | Yamaha        | Ret        |      |
| Ret  | Siegfried Minich    | Yamaha        | Ret        |      |
| Ret  | Reino Eskelinen     | Yamaha        | Ret        |      |
| Ret  | Sauro Pazzaglia     | Yamaha        | Ret        |      |
| Ret  | Alan North          | Yamaha        | Ret        |      |
| Ret  | Massimo Matteoni    | Bimota-Yamaha | Ret        |      |
| Ret  | Thierry Espié       | Yamaha        | Ret        |      |
| Ret  | Jacques Bolle       | Yamaha        | Ret        |      |
| Ret  | Richard Schlachter  | Yamaha        | Ret        |      |
| Ret  | Mick Grant          | Yamaha        | Ret        |      |
| DNQ  | Graeme Geddes       | Bimota Yamaha | DNQ        |      |
| DNQ  | Tony Rogers         | Yamaha        | DNQ        |      |
| DNQ  | Pekka Nurmi         | Yamaha        | DNQ        |      |
| DNQ  | Edi Stöllinger      | Kawasaki      | DNQ        |      |
| DNQ  | Paolo Ferretti      | Yamaha        | DNQ        |      |
| DNQ  | Didier de Radiguès  | Yamaha        | DNQ        |      |
| DNQ  | Hans Hansebraten    | Yamaha        | DNQ        |      |
| DNQ  | Klaas Hernamdt      | Rotax         | DNQ        |      |

## Resultados 250cc
En el cuarto de litro, el alemán Anton Mang hizo doblete con 350 y también consiguió la victoria. El venezolano Carlos Lavado también logra doblete, en esta ocasión, en el podio. El tercer puesto del cajón fue para el francés Patrick Fernandez. Con esta victoria, Mang se distancie en la general en 23 puntos a su compañero de escudería, el francés Jean-François Baldé, que a pesar de salir desde la pole position acabó sexto.
| Pos. | Piloto                 | Moto              | Tiempo     | Pts. |
| ---- | ---------------------- | ----------------- | ---------- | ---- |
| 1    | Anton Mang             | Kawasaki          | 45'37.13   | 15   |
| 2    | Carlos Lavado          | Yamaha            | 45'37.34   | 12   |
| 3    | Patrick Fernandez      | Yamaha            | 46'07.37   | 10   |
| 4    | Roland Freymond        | Yamaha            | 46'07.43   | 8    |
| 5    | Jeffrey Sayle          | Armstrong         | 46'08.08   | 6    |
| 6    | Jean-François Baldé    | Yamaha            | 46'08.29   | 5    |
| 7    | Jean-Louis Guignabodet | Kawasaki          | 46'32.15   | 4    |
| 8    | Martin Wimmer          | Yamaha            | 46'34.44   | 3    |
| 9    | Richard Schlachter     | Yamaha            | 46'35.21   | 2    |
| 10   | Didier de Radiguès     | Yamaha            | 46'43.03   | 1    |
| 11   | Graeme McGregor        | Yamaha            | 46'49.14   |      |
| 12   | Ángel Nieto            | Siroko            | 46'51.59   |      |
| 13   | Maurizio Massimiani    | Ad majora         | 46'53.20   |      |
| 14   | Bruno Kneubühler       | Rotax             | 46'57.26   |      |
| 15   | Mar Schouten           | MBA               | 47'09.01   |      |
| 16   | Franco Marchegiani     | Yamaha            | 47'09.23   |      |
| 17   | August Auinger         | Rotax             | 47'15.19   |      |
| 18   | Christian Estrosi      | Yamaha            | 47'25.20   |      |
| 19   | Paolo Ferretti         | Yamaha            | 47'34.24   |      |
| 20   | Rinus van Kasteren     | Yamaha            | 47'34.58   |      |
| 21   | Clive Horton           | Cotton            | + 1 Vuelta |      |
| Ret  | Hervé Guilleux         | Siroko-Rotax      | Ret        |      |
| Ret  | Jean-Marc Toffolo      | Armstrong-Rotax   | Ret        |      |
| Ret  | Klaas Hernamdt         | Yamaha            | Ret        |      |
| Ret  | Peter Looijesteijn     | Yamaha            | Ret        |      |
| Ret  | Herbert Hauf           | Yamaha            | Ret        |      |
| Ret  | Siegfried Minich       | Bartol-Yamaha     | Ret        |      |
| Ret  | Thierry Espié          | Chevallier-Yamaha | Ret        |      |
| Ret  | Sauro Pazzaglia        | Yamaha            | Ret        |      |
| Ret  | Hans Müller            | Yamaha            | Ret        |      |
| DNQ  | Edi Stöllinger         | Kawasaki          | DNQ        |      |
| DNQ  | Greame Geddes          | Yamaha            | DNQ        |      |
| DNQ  | Roger Sibille          | Yamaha            | DNQ        |      |
| DNQ  | Loris Reggiani         | Yamaha            | DNQ        |      |
| DNQ  | Massimo Matteoni       | Rotax             | DNQ        |      |
| DNQ  | Pekka Nurmi            | Yamaha            | DNQ        |      |
| DNQ  | Alan North             | Yamaha            | DNQ        |      |

## Resultados 125cc
En el octavo de litro, continua el dominio del piloto español Ángel Nieto, sexta victoria de la temporada en ocho grandes Premios disputados. detrás de él, llegaron los italianos Loris Reggiani y Pier Paolo Bianchi. Estos tres pilotos siguen al frente de la clasificación con Nieta aventajando en 24 puntos a Reggiani y 40 a Bianchi.
| Pos. | Piloto              | Moto       | Tiempo     | Pts. |
| ---- | ------------------- | ---------- | ---------- | ---- |
| 1    | Ángel Nieto         | Minarelli  | 44'59.04   | 15   |
| 2    | Loris Reggiani      | Minarelli  | 44'59.56   | 12   |
| 3    | Pier Paolo Bianchi  | MBA        | 45'01.07   | 10   |
| 4    | Hans Müller         | MBA        | 45'01.45   | 8    |
| 5    | Iván Palazzese      | MBA        | 45'47.73   | 7    |
| 6    | Maurizio Vitali     | MBA        | 45'56.13   | 6    |
| 7    | August Auinger      | MBA        | 45'58.65   | 4    |
| 8    | Ricardo Tormo       | Sanvenero  | 46'06.94   | 3    |
| 9    | Jean-Claude Selini  | MBA        | 46'22.47   | 2    |
| 10   | Guy Bertin          | Sanvenero  | 46'26.38   | 1    |
| 11   | Per-Edvard Carlsson | MBA        | 46'53.26   |      |
| 12   | Erich Klein         | MBA        | 46'53.14   |      |
| 13   | Johnny Wickström    | MBA        | 46'54.15   |      |
| 14   | Henk van Kessel     | EGA        | 46'57.32   |      |
| 15   | Willy Pérez         | MBA        | 47'07.25   |      |
| 16   | Anton Straver       | MBA        | 47'11.43   |      |
| 17   | Jan Eggens          | EGA        | 47'12.30   |      |
| 18   | Jan Huberts         | Sanvenero  | 47'13.35   |      |
| 19   | Boy van Erp         | MBA        | 47'13.47   |      |
| 20   | Joe Genoud          | MBA        | 47'25.35   |      |
| 21   | Peter van Niel      | MBA        | 48'04.13   |      |
| 22   | Peter Baláž         | MBA        | 48'17.39   |      |
| 23   | Lucio Pietroniro    | MBA        | + 1 Vuelta |      |
| Ret  | János Drapál        | MBA        | Ret        |      |
| Ret  | Jacques Bolle       | Motobécane | Ret        |      |
| Ret  | Gerhard Waibel      | MBA        | Ret        |      |
| Ret  | Yves Dupont         | MBA        | Ret        |      |
| Ret  | Hugo Vignetti       | Juki MBA   | Ret        |      |
| Ret  | Thierry Noblesse    | Afam       | Ret        |      |
| Ret  | Theo Timmer         | MBA        | Ret        |      |
| DNQ  | Eugenio Lazzarini   | Iprem      | DNQ        |      |
| DNQ  | Patrick Hérouard    | MBA        | DNQ        |      |
| DNQ  | Jacques Hutteau     | Iprem      | DNQ        |      |
| DNQ  | Chris Baert         | MBA        | DNQ        |      |
| DNQ  | Reiner Koster       | MBA        | DNQ        |      |
| DNQ  | Tom Spek            | MBA        | DNQ        |      |

## Resultados 50cc
En la categoría de menor cilindrada, se impuso el español Ricardo Tormo, cuarta victoria de la temporada en cinco pruebas. La victoria, unida a la caída de su mayor adversario Stefan Dörflinger le despeja el terreno para ganar su segundo título mundial. Junto a Tormo, subieron al podio el neerlandés Henk van Kessel y el suizo Rolf Blatter.
| Pos. | Piloto              | Moto     | Tiempo     | Pts. |
| ---- | ------------------- | -------- | ---------- | ---- |
| 1    | Ricardo Tormo       | Bultaco  | 31'54.35   | 15   |
| 2    | Henk van Kessel     | Kreidler | 32'56.04   | 12   |
| 3    | Rolf Blatter        | Kreidler | 33'03.13   | 10   |
| 4    | Theo Timmer         | Bultaco  | 33'06.21   | 8    |
| 5    | Hagen Klein         | Kreidler | 33'44.00   | 6    |
| 6    | Hans-Jürgen Hummel  | Sachs    | 33'45.38   | 5    |
| 7    | Ingo Emmerich       | Kreidler | 34'04.03   | 4    |
| 8    | Jos van Dongen      | Kreidler | 34'25.35   | 3    |
| 9    | Joaquin Gali        | Bultaco  | 34'26.28   | 2    |
| 10   | Reiner Scheidhauer  | Kreidler | 34'27.39   | 1    |
| 11   | Floor Maasland      | FMT      | 34'37.27   |      |
| 12   | Gerhard Bauer       | Kreidler | 34'37.19   |      |
| 13   | Yves Le Toumelin    | TYL      | 34'55.33   |      |
| 14   | Gerhard Singer      | Kreidler | 35'09.29   |      |
| 15   | Ramon Gali          | Kreidler | 35'13.14   |      |
| 16   | Otto Machinek       | Kreidler | 35'22.49   |      |
| 17   | George Looijesteijn | Kreidler | 35'30.08   |      |
| 18   | Bertus Grinwis      | PCR      | + 1 Vuelta |      |
| 19   | Jan Welvaarts       | Kreidler | + 1 Vuelta |      |
| 20   | Reiner Koster       | Kreidler | + 1 Vuelta |      |
| 21   | Paul Rimmelzwaan    | Kreidler | + 1 Vuelta |      |
| Ret  | Stefan Dörflinger   | Kreidler | Ret        |      |
| Ret  | Rainer Kunz         | Kreidler | Ret        |      |
| Ret  | Yves Dupont         | ABF      | Ret        |      |
| Ret  | Joe Genoud          | Kreidler | Ret        |      |
| Ret  | Kasimir Rapczinski  | Kreidler | Ret        |      |
| Ret  | Günter Schirnhofer  | Kreidler | Ret        |      |
| Ret  | Zdravko Matulja     | Kreidler | Ret        |      |
| DNQ  | Stefan Danielsson   | Kreidler | DNQ        |      |
| DNQ  | Ove Skifjeld        | Kreidler | DNQ        |      |
| DNQ  | Thomas Engl         | Kreidler | DNQ        |      |